# Per Holknekt
Per Olof Holknekt, född 27 april 1960 i Falun, är en svensk modedesigner, entreprenör, konsult, föreläsare, tidigare professionell skateboardåkare samt en tid chefredaktör. Han var initiativtagare till det börsnoterade klädföretaget Odd Molly.

## Biografi
Holknekt växte upp i Dalarna med en far som var polis och en mor som var rektor. Han flyttade till Hermosa Beach i Kalifornien 1980 och ägnade sig under flera år främst åt sitt stora intresse skateboardåkning och vann stora framgångar i internationella tävlingar. Han var också en av grundarna av världens främsta skateboardtidskrift, Transworld Skateboarding 1983. Åter i Sverige 1984 utbildade han sig till marknadsekonom vid IHM Business School och startade skateboard-företaget Street Style, som han drev tillsammans med sin bror Thomas Holknekt, varefter han startade ännu ett skateboard-företag, Svea, som förutom skateboardar också lanserade sitt eget klädmärke för unga. Under arbetet med Svea utsågs han som "Sveriges bästa butiksskyltare" och nominerades till reklamutmärkelsen Guldägget.
Efter en lång tid av missbruksproblem, med ursprung i tiden i Kalifornien, genomgick han en djup livskris under år 2000, förlorade allt, blev hemlös och försörjde sig en tid på att sälja hemlösas tidning Situation Sthlm, men det var också året då han sökte behandling för sitt missbruk och började en ny fas av sitt liv, som nykter. Efter fyra månader som nykter medverkade Holknekt i den första säsongen av dokusåpan Big Brother och klarade sig kvar näst längst av deltagarna innan han blev utröstad efter 74 dagar.
2002 sammanträffade han med kläddesignern Karin Jimfelt-Ghatan och förverkligade med hennes hjälp sina designidéer, varvid de startade det internationellt framgångsrika klädföretaget Odd Molly. De båda utsågs 2010 till Årets grundare när Entreprenörsgalan belönade framgångsrika entreprenörer. Motiveringen var: "Genom att föredömligt ha byggt ett framgångsrikt företag utifrån kriterier inom omsättning, lönsamhet, antal anställda och samhällsengagemang". Han har också med företaget och kompanjonerna erhållit en mängd andra priser och utmärkelser. I december 2013 tillkännagav han att han då efter tolv år lämnade ledningsarbetet med Odd Molly för att i stället anta nya utmaningar och bli fristående varumärkeskonsult för olika varumärkens marknadsutveckling, däribland Zound Industries och andra modeskapare.
Hösten 2014 startade han i samverkan med bland andra Karin Jimfelt-Ghatan och hennes designutbildade dotter Vida Jimfelt ett nytt klädmärke, Non Sense, med en mörkare ton inspirerad av boken Femtio nyanser och 1970-talets rock'n roll-stil. Den första kollektionen lanserades i Köpenhamn våren 2015.

### Övrigt
Den 19 juni 2012 utkom det första numret av Holknekts tidning Miss World, en tidning om "livets sanna, oförstörda värden", tillsammans med Jesper Heed, grundaren av Peace & Love–festivalen i Borlänge med Holknekt som chefredaktör. Tidningen utkom endast i två nummer.
Han har även rönt framgångar inom den svenska flipperspelsvärlden.  Han har deltagit i sverigemästerskap, europamästerskap och världsmästerskap (arrangerat av Professional Amateur Pinball Association). I sin flipperkarriär använder han tagen APB.
Holknekt var sommarpratare i radioprogrammet Sommar i P1 på Sveriges Radio P1 2010.
Hösten 2014 utkom boken Per Holknekt 1960–2014 av Markus Lutteman, där Per Holknekt berättar om sitt livs upp- och nedgångar.
Holknekt lämnade i maj 2023 in en stämningsansökan till Stockholms tingsrätt mot spelföretaget Betsson för att förmå domstolen ska pröva om företaget följde lagen när de lät honom spela för stora belopp trots påstådd kännedom om Holknekts problematik med spelberoende. Han stämde även Unibets ägare på 10 miljoner kronor. I februari 2024 meddelade tingsrätten avslag och Holknekt
ålades att betala drygt två miljoner kronor för rättegångskostnaderna.

## Privatliv
I samband med Big Brother år 2000 träffade han sångerskan Viktoria Tolstoy, som han 2001 kom att gifta sig med. De separerade i mars 2008. Holknekt gifte sig med Lena Philipsson den 18 september 2010, men den 2 juli 2012 begärde de båda skilsmässa. Åren 2018–2020 var han gift med Linda Sjöström med vilken han har en dotter. I en tidigare relation har han en vuxen dotter.